# Jolanta Szynwelska
Jolanta Szynwelska (* 12. Oktober 1961 in Suwałki) ist eine ehemalige polnische Handballspielerin und heutige Trainerin.
Szynwelska begann das Handballspielen im Alter von zehn Jahren beim AZS Politechnika Koszalin und ging als Studentin zum Erstligisten Start Gdańsk, bei dem sie von 1981 bis 1990 spielte. Anschließend wechselte die ehemalige polnische Jugendnationalspielerin zum deutschen Oberligisten VfL Bad Schwartau, mit welchem sie in die Regionalliga aufstieg und mehrmals an den Aufstiegsspielen zur 2. Bundesliga teilnahm. Ab 1994 lief sie für den Kreisligisten SC Buntekuh auf, für den sie insgesamt vierzehn Jahre lang spielte. In dieser Zeit gelang den Lübeckerinnen der Durchmarsch aus der Kreisliga bis in die Bundesliga, in der Szynwelska mit ihrer Mannschaft jedoch nur eine Spielzeit verbrachte. 2007 zog sich die – mittlerweile von ihr und ihrem Ehemann Piotr trainierte – Mannschaft des SCB in die Kreisoberliga zurück und sie verließ den Verein.
Gemeinsam mit ihrem Ehemann trainierte sie ab 2007/08 die Damenmannschaft und verschiedene Mannschaften im weiblichen Jugendbereich bei Lübeck 1876, wobei sie bis zur Saison 2011/12 noch selber als Spielerin mitwirkte. Den Frauen gelang zwischen 2007 und 2011 der Aufstieg aus der Kreisliga bis in die viertklassige Oberliga, mit den Jugendmannschaften nahm das Trainerduo mehrmals an nordostdeutschen Meisterschaften bzw. Pokalwettbewerben teil. Nach dem Abstieg aus der Oberliga beendeten die beiden 2015 ihr Engagement bei Lübeck 76 und wechselten zum MTV Lübeck.